# Pikku Akanjärvi
Pikku Akanjärvi är en sjö i Finland. Den ligger i kommunen Savukoski i landskapet Lappland, i den norra delen av landet, 800 km norr om huvudstaden Helsingfors. Pikku Akanjärvi ligger 176,5 meter över havet. Arean är 28,7 hektar och strandlinjen är 3,67 kilometer lång. Sjön  ingår i Kemi älvs huvudavrinningsområde.   Den ligger vid sjön Iso Akanjärvi.